# Хаг ин Обербајерн
Хаг ин Обербајерн (њем. Haag in Oberbayern) град је у њемачкој савезној држави Баварска. Једно је од 31 општинског средишта округа Милдорф ам Ин. Према процјени из 2010. у граду је живјело 6.382 становника. Посједује регионалну шифру (AGS) 9183119.

## Географски и демографски подаци
Хаг ин Обербајерн се налази у савезној држави Баварска у округу Милдорф ам Ин. Град се налази на надморској висини од 540 метара. Површина општине износи 20,4 km². У самом граду је, према процјени из 2010. године, живјело 6.382 становника. Просјечна густина становништва износи 312 становника/km².